# ريان أندرسون (دراج)
ريان أندرسون (بالإنجليزية: Ryan Anderson)‏ (و. 1987  م) هو راكب دراجة هوائية كندي، ولد في سبروس غرووف.
.

## روابط خارجية
- ريان أندرسون على موقع الاتحاد الدولي للدراجات (الإنجليزية)
- ريان أندرسون على موقع أرشيف الدراجات (الإنجليزية)
- ريان أندرسون على موقع إحصائيات الدراجات الإحترافية (الإنجليزية)
- ريان أندرسون على موقع نسبة الدراجات (الإنجليزية)